# Geamăna (gmina Stoilești)
Geamăna – wieś w Rumunii, w okręgu Vâlcea, w gminie Stoilești. W 2011 roku liczyła 435 mieszkańców.